# Convento dei Cappuccini (Vittoria)
Il convento dei Cappuccini è un complesso religioso situato a Vittoria, in provincia di Ragusa.

## Storia
A richiedere la presenza dei Cappuccini nella cittadina di Vittoria fu, nel 1691, la contessa Vittoria Colonna.
I frati, tuttavia, a causa di difficoltà burocratiche e del disastroso sisma che colpì il Val di Noto nel 1693, riuscirono ad avviare i lavori di costruzione del complesso conventuale solo a partire dal 1697.
Nel 1705 il convento fu ultimato ed abitato  dai religiosi, mentre la chiesa venne completata molti anni dopo, nel 1766 e dedicata a Santa Maria Maddalena.
Con la soppressione degli ordini religiosi (1866) il convento diventò di proprietà del demanio ed adibito ad usi civili, mentre la chiesa continuò ad essere officiata dal clero locale.
I cappuccini vi fecero ritorno nel 1917, occupando una casa prospiciente il convento, di proprietà dell'Ordine Francescano Secolare, fino al 1965, quando si trasferirono, nuovamente, nei locali dell'ex-convento.
Nel 1967 la chiesa venne eretta parrocchia, mantenendo il titolo di Santa Maria Maddalena; tuttavia, nel 1992, i frati, chiuso il convento per mancanza di vocazioni, la consegnarono alla diocesi di Ragusa.

## Descrizione
La  chiesa, a navata unica, presenta nell'altare maggiore una pregevole custodia lignea del XVIII secolo.
La pala d'altare ritrae l'Immacolata e santi francescani (XVIII sec.), attribuita al pittore Olivio Sozzi. Ai lati della tela si trovano due nicchie, con all'interno due statue di recente fattura, cioè Sant'Elisabetta e San Ludovico; al di sotto si apprezzano due dipinti (anch'essi recenti) raffiguranti la Madonna di Pompei e il Sacro Cuore di Gesù.
Tra le altre opere d'arte, che qui si conservano, meritano di essere menzionate: la statua della Madonna di Loreto del 1710, incastonata in un prezioso altare-reliquiario; la settecentesca statua di San Francesco e la statua di Sant'Antonio di Padova con il poverello; gli affreschi della sacrestia raffiguranti Santa Maria Maddalena, San Giovanni e San Felice da Cantalice; il casserizio ligneo della sacrestia.
Il convento, infine,  possedeva una ricca biblioteca, frutto del  grande impegno profuso dal cappuccino padre Pietro Puglia († 1778).